# Passy (Haute-Savoie)
Passy [pasi] ist eine französische Gemeinde im Département Haute-Savoie in der Region Auvergne-Rhône-Alpes.

## Geographie
Passy liegt auf 685 m, östlich von Sallanches, etwa 53 Kilometer südöstlich der Stadt Genf (Luftlinie). Das Dorf mit Blick auf den Mont Blanc erstreckt sich an aussichtsreicher Lage am nördlichen Hang des breiten Talbeckens von Sallanches, das von der Arve durchflossen wird, in den Savoyer Alpen, im südöstlichen Faucigny.
Die Fläche des 80,03 km² großen Gemeindegebiets umfasst einen Abschnitt des oberen Arvetals. Als Hauptsiedlungsgebiet dient das Talbecken von Sallanches, eine von der Arve und ihren Seitenbächen mit Schwemmmaterial gefüllte Senke, die einen mehr als zwei Kilometer breiten, flachen Talboden aufweist. Der nördliche und östliche Teil dieses Beckens gehört zu Passy wie auch die südöstlich angrenzende bewaldete Höhe der Tête Noire (1741 m), ein Ausläufer des Mont-Blanc-Massivs.
Nach Norden erstreckt sich das Gemeindeareal über den sonnenexponierten Hang von Passy mit mehreren Geländeterrassen, darunter der Plan d’Assy, bis auf die Kalkhochfläche des Désert de Platé mit den angrenzenden Gipfeln Tête du Colonney (2690 m) und La Vouardaz (2553 m). Das Kalkplateau ist durch verschiedene Karsterscheinungen wie Karrenfelder und Höhlen geprägt.
Ein schmaler Zipfel des Gemeindebodens reicht nach Osten in das stark reliefierte Gebiet des Haut-Giffre (auch Massif de Sixt genannt). Dabei gehören die ausgedehnte Alp Anterne (mit dem Bergsee Lac d’Anterne im Einzugsgebiet des Giffre) und die Alpweiden im oberen Teil des Einzugsgebietes der Diosaz zu Passy. Ganz im Nordosten erstreckt sich das Gebiet bis an den Hang des Buet, an dem mit 2880 m die höchste Erhebung von Passy erreicht wird. Ein bedeutender Teil der Gemeindefläche gehört zum Naturreservat Sixt-Passy.
Zu Passy gehören neben dem eigentlichen Ortskern auch zahlreiche Dörfer, Siedlungen und Gehöfte, darunter:
- Les Ruttets (600 m) leicht erhöht am nördlichen Rand des Arvetals
- Les Outards (580 m) auf dem Talboden nördlich der Arve
- ein Teil von Le Fayet (589 m) im Talboden südlich der Arve
- Les Plagnes (700 m) am südlichen Hang des Arvetals
- Chedde (603 m), eine Industriesiedlung im östlichen Teil des Talbeckens von Sallanches
- La Motte (770 m) am nördlichen Talhang
- Perrey (800 m) am nördlichen Talhang
- Maffray (870 m) am nördlichen Talhang
- Cran (980 m) am nördlichen Talhang
- Bay (950 m) auf einem Geländevorsprung oberhalb von Passy
- Les Julliards (950 m) auf einem Geländevorsprung unterhalb der Aiguille de Varan
- Assy (1000 m) am nördlichen Talhang
- Praz Coutant (1170 m) am Hang oberhalb von Chedde

Nachbargemeinden von Passy sind Magland und Sixt-Fer-à-Cheval im Norden, Vallorcine, Chamonix-Mont-Blanc, Servoz und Les Houches im Osten, Saint-Gervais-les-Bains und Domancy im Süden sowie Sallanches im Westen.

## Geschichte

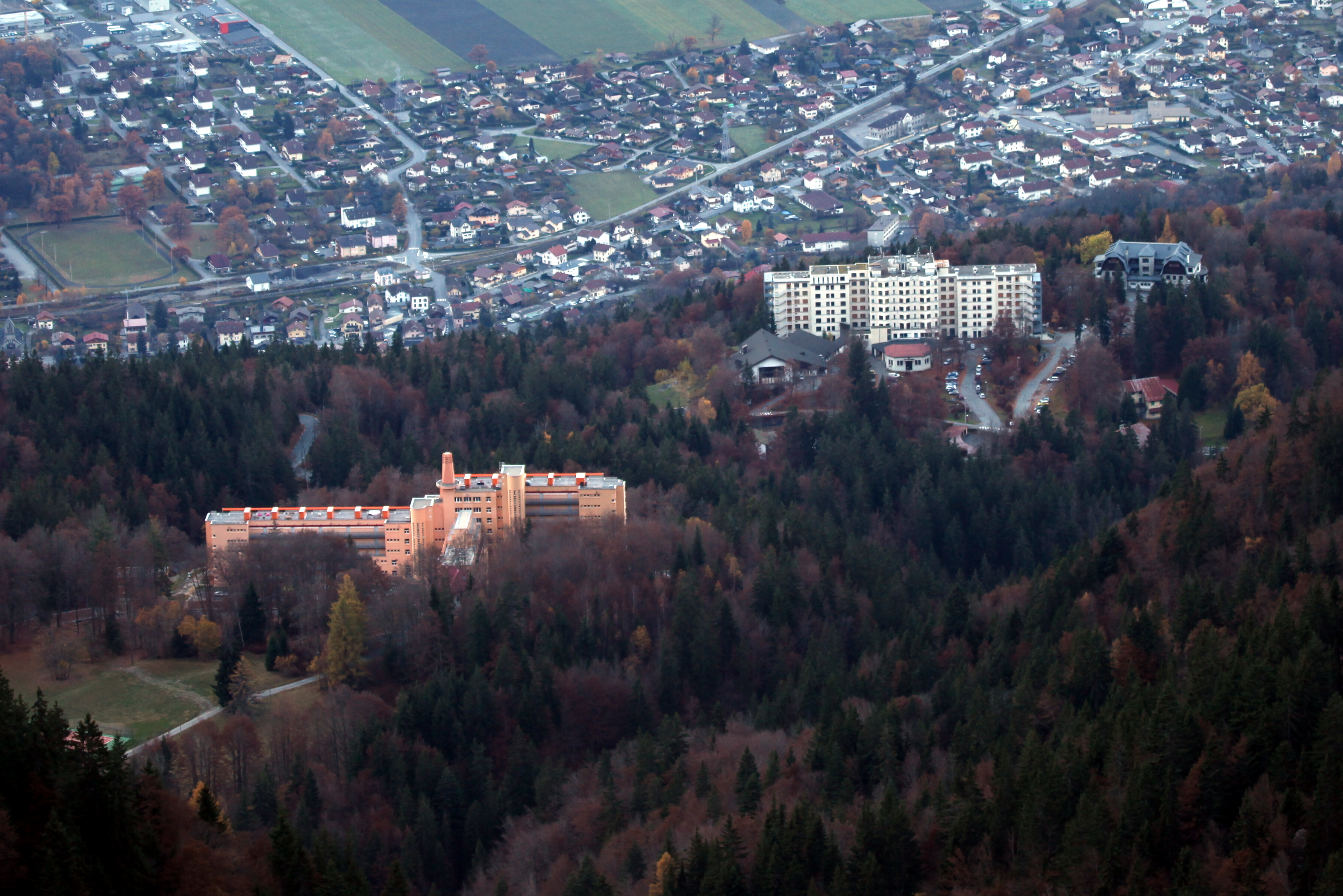
Sanatorien Martel de Janville und Sancellemoz

Das Gemeindegebiet von Passy war bereits im Neolithikum sowie während der Bronzezeit und der Römerzeit besiedelt, was anhand mehrerer Funde, darunter die Überreste einer römischen Straße, belegt werden konnte. Erwähnt wird der Ort in den Urkunden jedoch erst im frühen 15. Jahrhundert. Passy entwickelte sich zu Beginn des 20. Jahrhunderts zu einem heilklimatischen Kurort mit zahlreichen Sanatorien (vor allem auf dem Plateau d’Assy), während sich auf dem Talboden immer mehr Industrie ansiedelte.
Am 4. Juli 1934 verstarb im Sanatorium Sancellemoz in der Gemeinde Passy die Physikerin, Chemikerin und zweifache Nobelpreisträgerin Marie Curie.
In der Nacht vom 15. auf den 16. April 1970 zerstörte eine Schlammlawine das Sanatorium Le Roc des Fiz. 72 Personen, davon 56 Kinder, kamen ums Leben.
2022 wurde Passy zur Alpenstadt des Jahres ernannt.

## Sehenswürdigkeiten
Die Dorfkirche von Passy stammt aus dem 18. Jahrhundert.
In Assy steht die von 1937 bis 1945 erbaute Kirche Notre-Dame-de-Toute-Grâce. Besondere Bedeutung kommt der Ausschmückung der Kirche zu, an der zahlreiche namhafte Künstler, darunter Fernand Léger, André Lurçat, Jean Bazaine, Georges Rouault und Marc Chagall beteiligt waren.
Eine Kapelle steht im Ortsteil Bay.

## Bevölkerung
| Jahr                       | 1962 | 1968 | 1975 | 1982 | 1990 | 1999   | 2006   |
| Einwohner                  | 8458 | 8891 | 8554 | 8722 | 9235 | 10.104 | 11.234 |
| Quellen: Cassini und INSEE |      |      |      |      |      |        |        |

Mit 10.852 Einwohnern (1. Januar 2022) gehört Passy zu den großen Gemeinden des Département Haute-Savoie. Nachdem die Einwohnerzahl um die Mitte des 20. Jahrhunderts während längerer Zeit stagnierte, wurde seit Beginn der 1980er Jahre dank der attraktiven Wohnlage wieder eine deutliche Bevölkerungszunahme verzeichnet. Die größte Siedlung der Gemeinde ist Chedde.

## Wirtschaft und Infrastruktur
Passy war bis ins 20. Jahrhundert hinein eine überwiegend durch die Landwirtschaft geprägte Gemeinde. Heute gibt es in der Gemeinde zahlreiche Unternehmen, deren Größe vom Kleinbetrieb bis zum Großkonzern reicht. Chedde etablierte sich als Industriesiedlung und war Standort einer bedeutenden Sprengstofffabrik (Herstellung von Cheddit). In der Talebene entstanden im Lauf des 20. Jahrhunderts mehrere Gewerbe- und Industriezonen. Hier ließen sich Unternehmen des Bau- und Transportgewerbes sowie Zulieferbetriebe für die Uhrenindustrie (Décolletage) nieder.
Die Ortschaft ist verkehrsmäßig sehr gut erschlossen. Le Fayet bildet den Endpunkt der Autobahn A40, die danach als vierspurige Hauptstraße N205 über das imposante Viaduc des Égratz nach Chamonix führt. Weitere Straßenverbindungen bestehen mit Sallanches, Saint-Gervais-les-Bains und Servoz. Ebenfalls in Le Fayet befindet sich der Endpunkt der normalspurigen Bahnstrecke, die von La Roche-sur-Foron aus durch das Arvetal führt. Die Fortsetzung nach Chamonix und Vallorcine erfolgt auf einer Meterspur. Ferner ist Le Fayet Ausgangspunkt der Zahnradbahn Tramway du Mont-Blanc.